# Biodiversiteitsverdrag
Het Biodiversiteitsverdrag van Rio de Janeiro (officieel: Verdrag inzake Biologische Diversiteit, Convention on Biological Diversity (CBD)) is een internationaal verdrag, waarbij 195 landen, en de Europese Unie partij zijn. Het verdrag geldt in alle landen van de Verenigde Naties, behalve in de VS (die hebben ondertekend, maar nooit geratificeerd) en Andorra. Het verdrag kon vanaf 5 juni 1992 worden ondertekend en is in werking getreden op 29 december 1993.
Het verdrag is tot stand gekomen op de VN-conferentie inzake Milieu en Ontwikkeling, die plaats had in Rio de Janeiro van 3 tot 14 juni 1992. De landen verplichten zich de biodiversiteit zowel in hun eigen land te beschermen als ook geëigende maatregelen te nemen ter ondersteuning van de bescherming van de biodiversiteit in de ontwikkelingslanden. Het verdrag onderstreept dat landen soevereine rechten hebben op hun genetische bronnen. Zonder toestemming van een land kunnen niet zomaar zaden en planten uit het betreffende land worden meegenomen.
Belangrijke onderwerpen van het Biodiversiteitsverdrag zijn:
- Identificering en bewaking van de biodiversiteit;
- Bescherming van de biodiversiteit in de natuurlijke omgeving (in situ), zowel binnen als tussen soorten alsook in ecosystemen en buiten de natuurlijke omgeving (ex situ) zoals het bewaren van zaad in zaadbanken;
- Onderzoek, opleiding en Public relations;
- Regeling van de toegang tot en het gebruik van genetische bronnen;
- Technologieoverdracht, wetenschappelijke samenwerking en informatie-uitwisseling;
- Bij het toepassen van de genenbronnen in de plantenveredeling en biotechnologie het regelen van een redelijke verdeling van de voordelen van het gebruik;
- Bij de financiering van de toepassing van het Biodiversiteitsverdrag hebben de ontwikkelde landen een speciale verantwoordelijkheid;
- Het nationaal rapporteren van de inspanningen met betrekking tot de uitvoering van de in het verdrag gemaakte afspraken.

Sinds Rio is het denken over natuurbeheer in brede kring veranderd en is er ook een duidelijk toenemende belangstelling voor autochtone bomen en struiken. Het jaar 2010 is uitgeroepen tot Internationaal Jaar van de Biodiversiteit, waarmee de Verenigde Naties de aandacht vestigden op het Biodiversiteitsverdrag.
Het ontwikkelen van nieuwe rassen voor de teelt van teff in Nederland is een voorbeeld van de toepassing van het Biodiversiteitsverdrag.

## Conferentie van de Partijen
Het belangrijkste besluitvormende orgaan binnen het verdrag is de Conferentie van Partijen (Engels: Conference of Parties", COP), waarin alle partijen bij het verdrag tweejaarlijks overleg plegen.
- COP 16 Cali, Colombia, 21 oktober – 1 november 2024, met een vervolg (COP 16.2) in Rome, 25-27 februari 2025.
- COP 15 Kunming, China, aanvankelijk gepland op 15-28 oktober 2020. In de aanloop lanceerden 23 oud-ministers een pleidooi voor het geplande VN-Verdrag inzake natuurbehoud.[1] Als gevolg van de coronapandemie werd de conferentie gesplitst in een virtuele conferentie, van 11-15 oktober 2021, en een ontmoetingsconferentie, eerst gepland van 25 april tot 8 mei 2022,[2] maar verschoven naar 7-19 december 2022 in Montreal (Canada). Op het programma stond de goedkeuring van een nieuw mondiaal biodiversiteitskader.[3] Wetenschappers en natuurbeschermers maakten zich echter grote zorgen over het welslagen van de top, en de verwachtingen waren niet hooggespannen.[4] Toch werd een globaal akkoord gesloten onder de noemer "30-by-30".[5][6] Greenpeace juichte het akkoord toe, maar was van oordeel dat de afspraken te vlot omzeild konden worden.[7]
- COP 14 Sharm-el-Sheikh, Egypte, 17-29 november 2018
- COP 13 Cancun, Mexico, 4-17 december 2016
- COP 12 Pyeongchang, Zuid-Korea, 6-17 oktober 2014
- COP 11 Hyderabad, India, 8-19 oktober 2012
- COP 10 Nagoya (Aichi), Japan, 18-29 oktober 2010
- COP 9 Bonn, Duitsland, 19-30 mei 2008
- COP 8 Curitiba, Brazilië, 20-31 maart 2006
- COP 7 Kuala Lumpur, Maleisië, 9-20 februari 2004
- COP 6 Den Haag, 7-19 april 2002
- COP 5 Nairobi, Kenia, 15-26 mei 2000
- EXCOP 1 -First Extraordinary Meeting, Cartagena, Colombia & Montreal, Canada, 22-23 februari 1999 & 24-28 januari 2000
- COP 4 Bratislava, Slovakije, 4-15 mei 1998
- COP 3 Buenos Aires, Argentinië, 4-15 november 1996
- COP 2 Jakarta, Indonesië, 6-17 november 1995
- COP 1 Nassau, Bahama’s, 28 november-9 december 1994

## Global Biodiversity Outlook
Op de 2e Conferentie van de partijen in 1995 werd aangedrongen op een periodiek verslag over biologische diversiteit in de wereld, en in november 2001 verscheen de eerste Global Biodiversity Outlook (GBO). De rapporten moesten een samenvatting geven van de status van de biologische diversiteit en een analyse van de stappen die de mondiale gemeenschap neemt voor een duurzaam behoud van de biodiversiteit, en voor een eerlijke verdeling van de voordelen van genetische hulpbronnen.
Bij de publicatie van het 5e rapport in september 2020 bleek dat de wereld geen enkele van de 20 doelstellingen inzake biodiversiteit (Aichi Biodiversity Targets op COP10 in 2010) over de afgelopen tien jaar heeft gehaald, hoewel enkele deelresultaten waren geboekt. Het rapport pleit ervoor om “het roer op alle fronten om te gooien”.